# Wonotunggal (plaats)
Wonotunggal is een bestuurslaag in het regentschap Batang van de provincie Midden-Java, Indonesië. Wonotunggal telt 4678 inwoners (volkstelling 2010).